# Canon EOS M
Das Kameragehäuse Canon EOS M ist das erste spiegellose Modell des gleichnamigen, digitalen Kamerasystems EOS M des japanischen Herstellers Canon. Das System wurde Ende Oktober 2012 in den Markt eingeführt.
Im Februar 2015 hat Canon ein überarbeitetes Nachfolgemodell EOS M3 und im Oktober 2015 ein weiteres Modell, die EOS M10, vorgestellt. Im September 2016 wurde zur Photokina das System mit dem ersten Modell mit Sucher, dem Kameragehäuse EOS M5, erweitert. 2017 kamen noch die EOS M6 und die EOS M100 hinzu, im April 2018 folgte das Modell EOS M50, im Oktober 2019 die EOS M200.
Im Oktober 2023 sind alle M-Kameras auf der japanischen Hersteller-Webseite als „alte Produkte“  eingestuft.

## Technische Merkmale
Die Kamera hat keinen Sucher und funktioniert ausschließlich im Live-View-Modus. Der Bildsensor hat das APS-C-Format. Die Bildinformationen werden von einem 18 Megapixel großen CMOS-Bildsensor aufgefangen und auf einem 3-Zoll-Touchscreen dargestellt. Videos können in Full-HD-Auflösung bei 25 Vollbildern pro Sekunde aufgenommen werden. Die Videoschnappschuss-Funktion erlaubt Kurzfilme von zwei, vier oder acht Sekunden Länge.
Die Kamera hat keinen integrierten Blitz. Stattdessen ist ein Blitzschuh vorhanden, auf den alle EX-Speedlite-Blitzgeräte passen. Bei einigen Kit-Angeboten gehört das masterfähige Speedlite 90EX bereits zum Lieferumfang.
Die Kamera ist in einem schwarzen, weißen, silbernen oder roten Gehäuse erhältlich. Die Abmessungen des Gehäuses betragen 109 mm × 67 mm × 32 mm. Das Gesamtgewicht beläuft sich auf etwa 300 Gramm.

## Objektive
Objektive für die EOS-M verfügen über das EF-M-Bajonett. Von Canon sind acht Objektive mit EF-M-Bajonett verfügbar. Davon sind fünf Objektive mit variabler Brennweite, eines ist ein relativ lichtstarkes Weitwinkelobjektiv und eines ist ein weitwinkliges Makroobjektiv. Die meisten Objektive sind mit einer Bildstabilisierung ausgestattet („IS“ = Image Stabilisation), die im Gegensatz zum EOS-System vom Kameragehäuse aus gesteuert und kontrolliert werden kann.
Objektive mit fester Brennweite:
- EF-M 22 mm f/2 STM (entspricht 35 mm beim Kleinbildformat)
- EF-M 28 mm f/3.5 Macro IS STM (entspricht 45 mm beim Kleinbildformat)
- EF-M 32 mm f/1.4 STM (entspricht 51 mm beim Kleinbildformat)

Zoomobjektive:
- EF-M 11–22 mm f/4–5.6 IS STM (entspricht 18–35 mm beim Kleinbildformat)
- EF-M 15–45 mm f/3.5–6.3 IS STM (entspricht 24–72 mm beim Kleinbildformat)
- EF-M 18–55 mm f/3.5–5.6 IS STM (entspricht 29–88 mm beim Kleinbildformat)
- EF-M 18–150 mm f/3.5–6.3 IS STM (entspricht 29–240 mm beim Kleinbildformat)
- EF-M 55–200 mm f/4.5–6.3 IS STM (entspricht 88–320 mm beim Kleinbildformat)

Objektive mit EF- und EF-S-Bajonett können einschließlich des Autofokus mit einem Adapter benutzt werden, der sowohl von Canon als auch von anderen Herstellern angeboten wird.
Im Zusammenspiel mit STM-Objektiven (STM = Stepper Motor Technology = Schrittmotor-Technologie) kann die Kamera dem Objektiv die Autofokus-Geschwindigkeit vorgeben. Dies führt vor allem bei Video-Aufnahmen zu einer ruhigeren Nachführung der Entfernungseinstellung.

## Rezension
Bemängelt wurde ein zu langsamer Hybrid-Autofokus. Dies wurde von vielen als ein Hauptgrund für den mäßigen Erfolg der Kamera gesehen, in deren Folge der Preis für das Paket (Kit) aus Standardzoom und Blitz von einem Listenpreis von 849 € innerhalb eines halben Jahres auf unter 400 € fiel.
Mit der Firmware-Version 2.0.2 konnte der Hersteller im Juni 2013 die Autofokus-Geschwindigkeit steigern.

## EOS M2
Im Dezember 2013 hat der Hersteller mit dem Modell EOS M2 eine Weiterentwicklung eingeführt, die ausschließlich auf dem asiatischen Markt vertrieben wurde. Die Kamera wurde technisch nur wenig verändert, hat den gleichen 18-Megapixel-Sensor und ebenfalls den DIGIC-5-Bildprozessor. Das Modell ist 24 g (8 %) leichter und verfügt über WLAN.

## Bilder

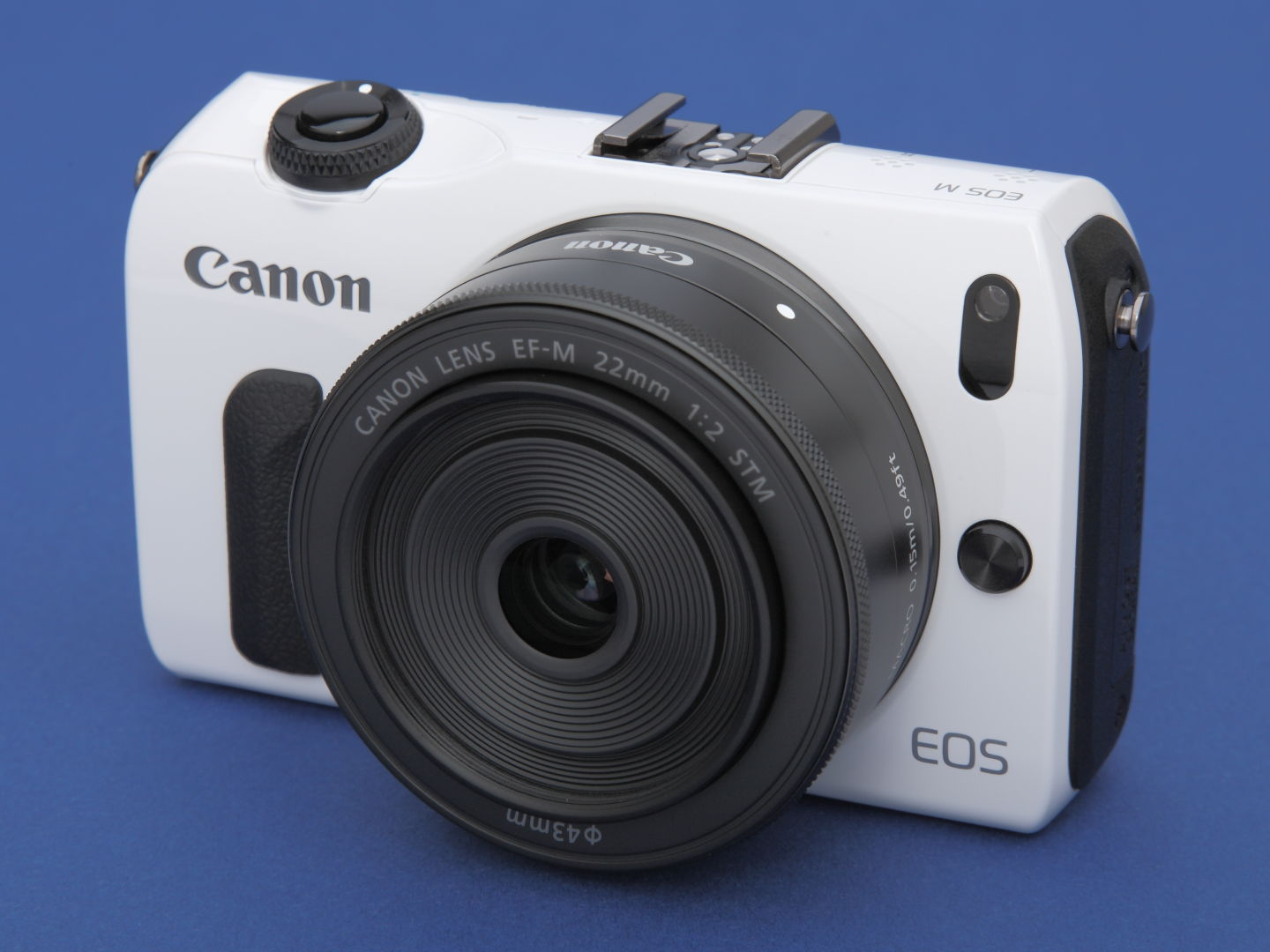
Canon EOS M mit EF-M 22 mm f/2 STM Pancake-Objektiv
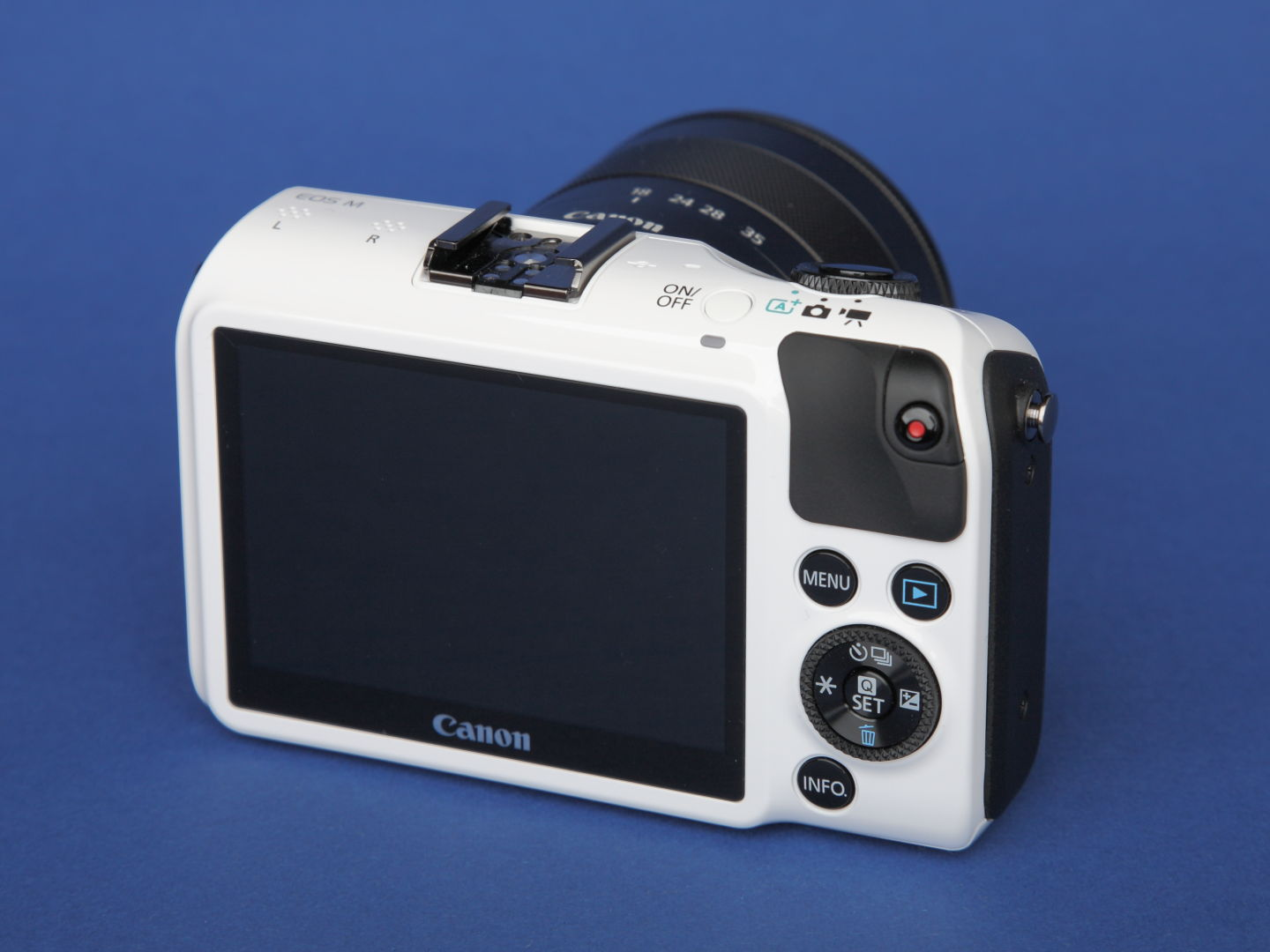
3-Zoll-Touchscreen
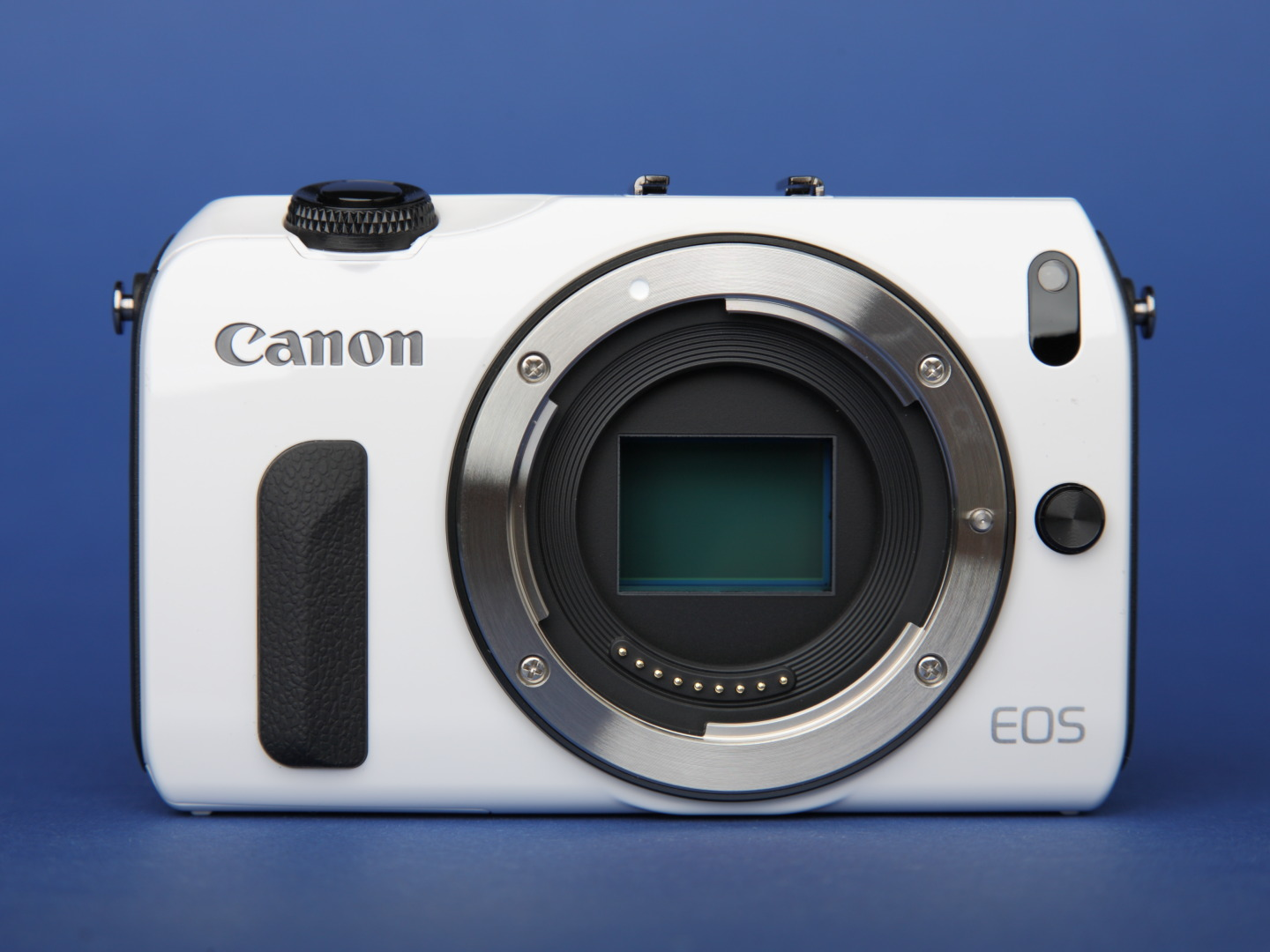
EF-M-Bajonett
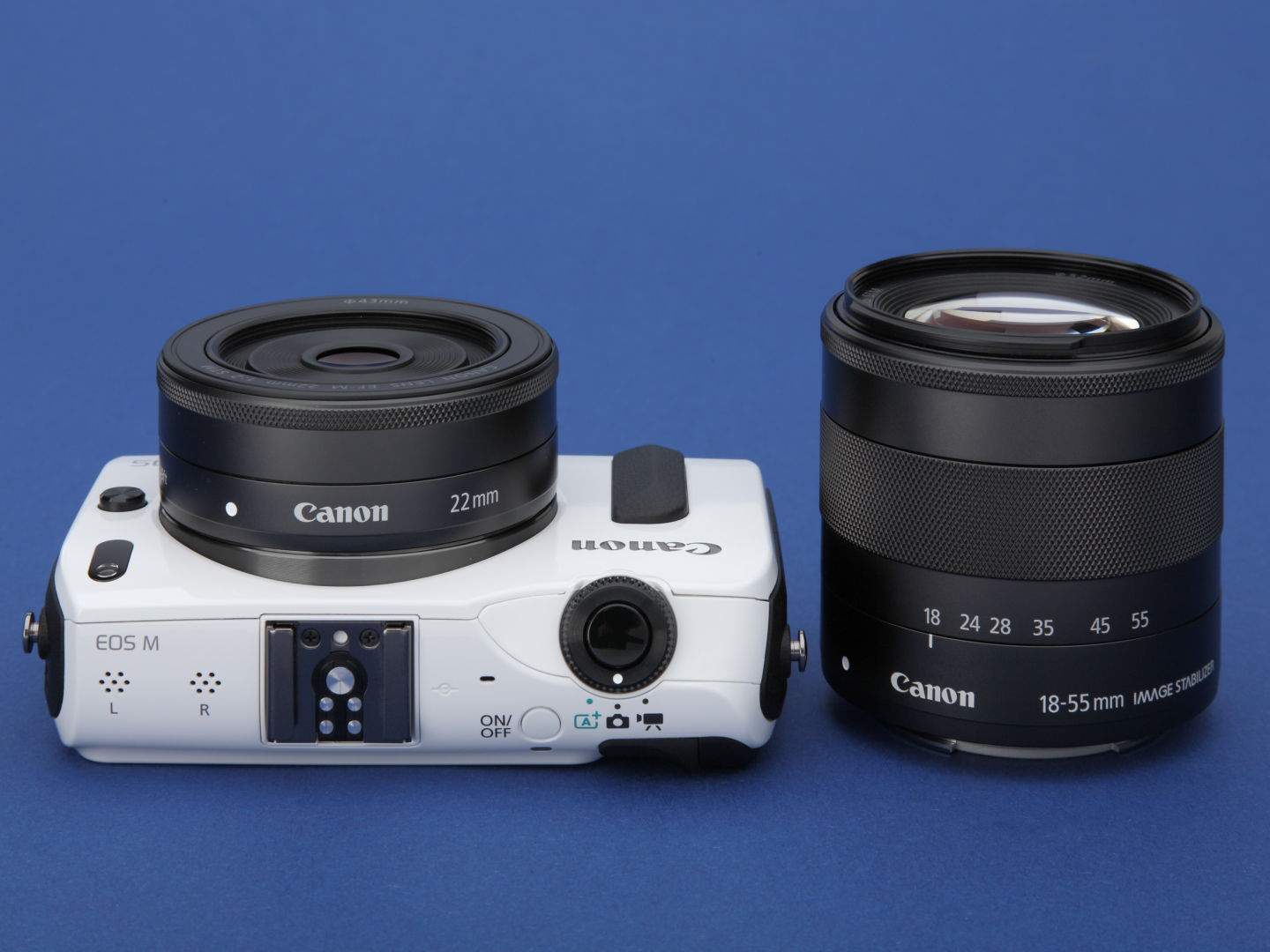
Canon EOS M mit 22 mm Pancake-Objektiv und 18–55 mm Standard-Zoomobjektiv